# Aphaereta dipterica
Aphaereta dipterica är en stekelart som beskrevs av Fischer 1966. Aphaereta dipterica ingår i släktet Aphaereta och familjen bracksteklar. Inga underarter finns listade i Catalogue of Life.